# Наукова Консультативна Рада Європейських академій наук
Наукова консультативна рада європейських академій наук, також Науково-консультативна рада європейських академій (англ. The European Academies Science Advisory Council — EASAC) — об'єднує академії наук майже всіх країн Євросоюзу. До цієї організації входять академії наук таких країн: Данія, Естонія, Фінляндія, Франція, Німеччина, Греція, Угорщина, Ірландія, Італія, Латвія, Литва, Нідерланди, Норвегія, Польща, Португалія, Румунія, Словаччина, Словенія, Іспанія, Швеція, Швейцарія, Велика Британія, Австрія, Бельгія, Болгарія, Хорватія, Чехія.
EASAC забезпечує співпрацю між академіями з метою надання наукових консультацій європейським політикам. Таким чином, EASAC дає можливість європейським вченим бути почутим одним голосом.
EASAC має можливість реалізувати бачення академій, зокрема, що наука відіграє ключову роль у багатьох аспектах сучасного життя, і визнання цього наукового аспекту є необхідною умовою для розумних політичних рішень. Це бачення є частиною фундаменту багатьох національних академій. Враховуючи зростаючу роль Європейського Союзу на політичній арені, Національна академія визнає, що масштаби їхніх консультативних завдань повинні перевищувати державні кордони, і важливо не втрачати уваги європейського рівня.